# Ełk

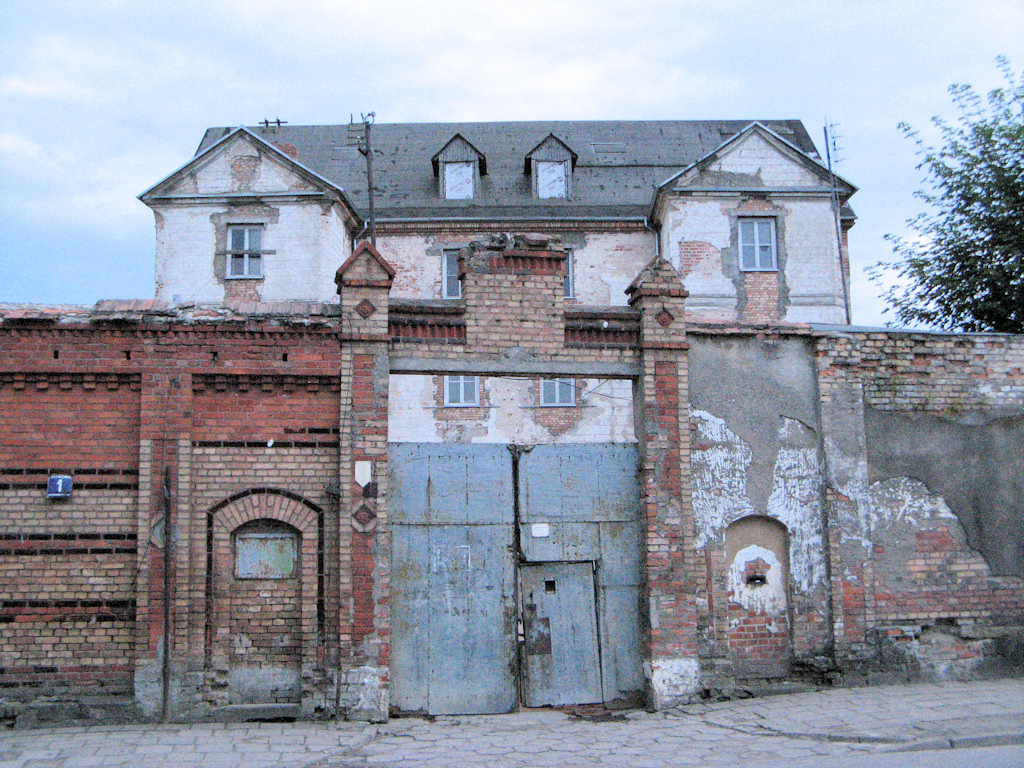
Az ełki vár romjai

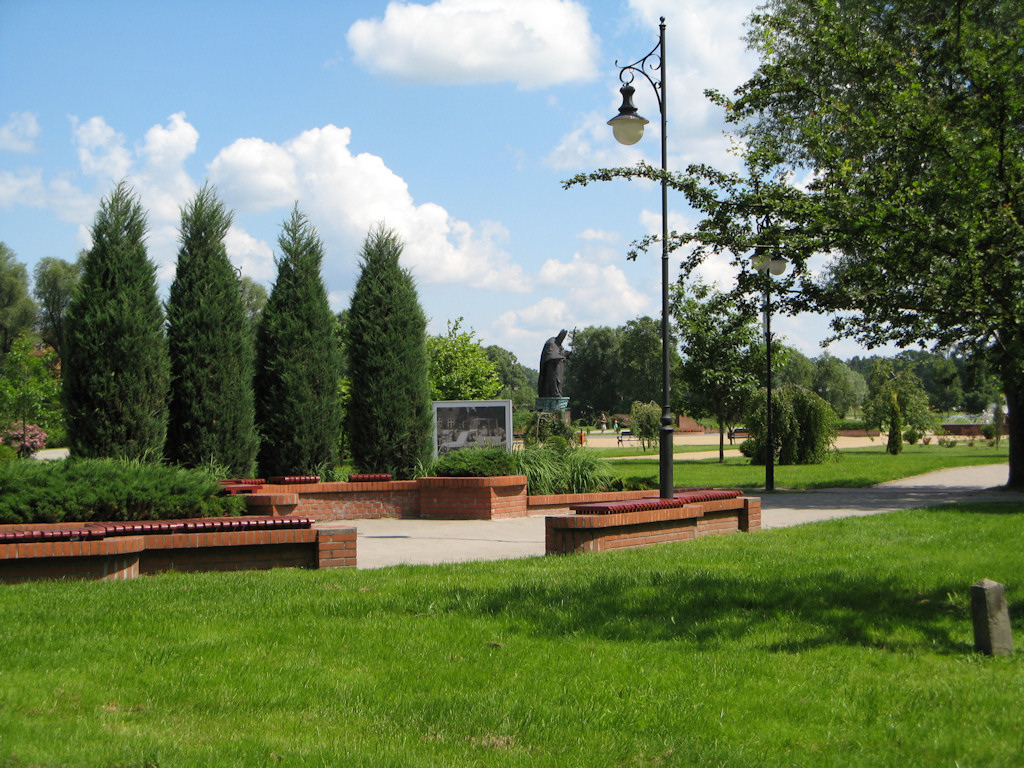
A II. János Pál tér

Ełk (1939 előtt Łek, németül Lyck, litvánul Lukas) város Lengyelországban, a Varmia-mazúriai vajdaságban. Ełk Mazúria központja és 1999-től az ełki járás központja is.
1957 és 1975 között a város a białystoki, majd 1975 és 1998 között a suwałki vajdasághoz tartozott. 1992-től a város az ełki egyházmegye központja is.

## Földrajzi helyzete
Ełk a mazúri tóvidék részét képező ełki tóvidéken fekszik az Ełki-tó és az Ełk folyó partján. Ezt a területet Lengyelország zöld tüdejének hívják. Fontos iskolaváros, gazdasági és turisztikai központ.

## Története
A város a 14. század végén alakult a Német Lovagrend várához tartozó településként, városjogokat 1445-ben kapott. A reformáció előtt az ełki plébánia a reszli dékán fennhatósága alá tartozott. A 16. századtól kezdve 1945-ig lakói túlnyomórészt evangélikusok voltak. A városban 1896-ban megalakult a Mazúriai Néppárt, majd 1923-ban a Masurenbund (Mazúrok szövetsége). 1896-tól lengyel nyelvű újság jelent meg, a Gazeta Ludowa (Népújság).
Az első világháború alatt komoly károkat szenvedett, de a két háború között gyors fejlődésnek indult Ełk. Ekkor lengyel konzulátus működött a városban. A második világháború alatt kényszermunkatábor létesült és működött a városban. 1945. április 6-án a felszabadított várost az szovjetek átadták a lengyel hatóságoknak. Fennállása óta először került a város lengyel fennhatóság alá.
Jelenleg Ełkben nagy húsüzem, konzervgyár, villamosgép gyár, faipari és ruházati gyár működik. Vasúti és országúti csomópont. A rendszerváltás után város ipari arculata háttérbe szorult, a hatóságok a turisztikát és a környezetvédelmet részesítik előnyben. Előtérbe került a tó rekultivációja, a hulladékgazdálkodás megújítása.

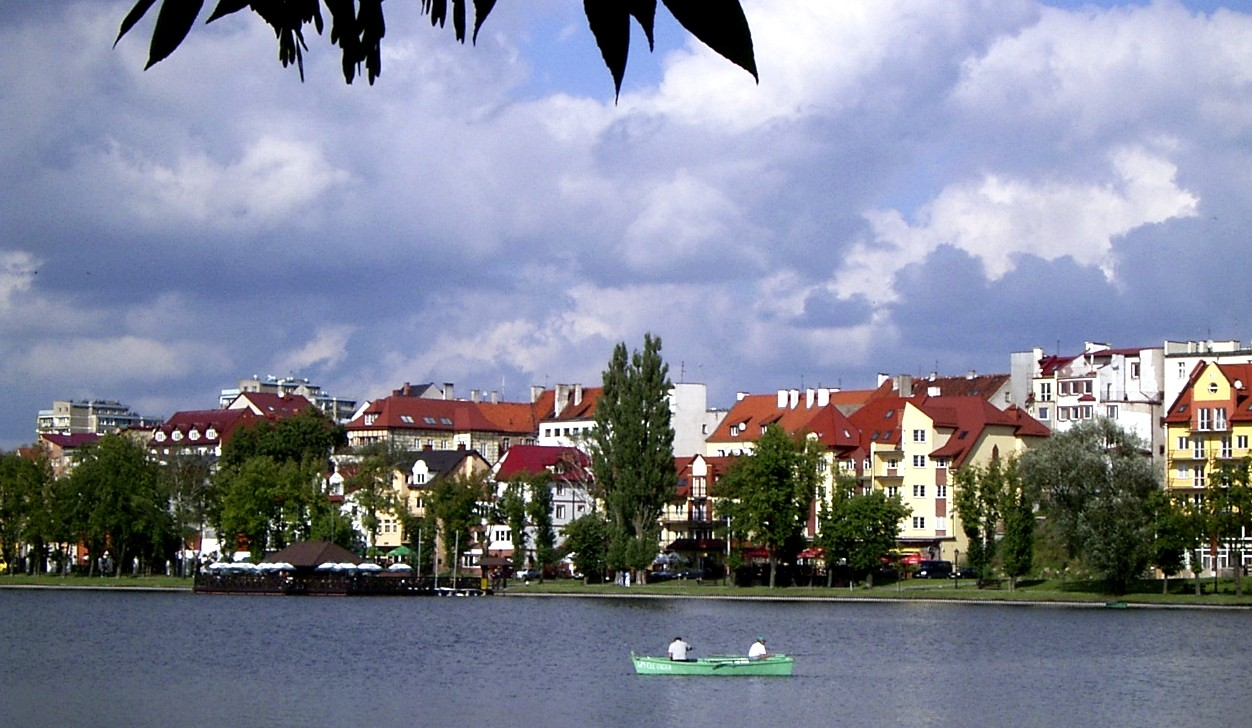
Ełk és az Ełki-tó

## Műemlékek
- Szent Adalbert-székesegyház (19. század)
- A keresztes lovagok várának maradványai (14. század)
- Jézus szíve-templom (19. század)
- Ełki keskeny nyomtávú vasút
- 19. századbeli lakóházak
- Baptista templom (1908)
- Víztorony (1895)
- Szent Péter és Pál apostolok ortodox temploma
- II. János Pál szobra
- Michał Kajka emlékműve
- Szolidaritás park
- Sétaút az Ełki-tó körül
- Környezetvédelmi oktató központ
- Híd az Ełki-tavon
- Művészeti iskola
- Tűzoltóság épülete és a városháza előtti tér

## Fordítás
- Ez a szócikk részben vagy egészben az Ełk című lengyel Wikipédia-szócikk ezen változatának fordításán alapul.  Az eredeti cikk szerkesztőit annak laptörténete sorolja fel. Ez a jelzés csupán a megfogalmazás eredetét és a szerzői jogokat jelzi, nem szolgál a cikkben szereplő információk forrásmegjelöléseként.